# Dictionary of Greek and Roman Geography
Dictionary of Greek and Roman Geography  è un dizionario enciclopedico in lingua inglese contenente voci relative alla geografia antica pubblicato per la prima volta nel 1854 a cura di William Smith.

## Storia
Dictionary of Greek and Roman geography fu l'ultimo di una serie di dizionari classici curati dallo studioso inglese William Smith (1813–1893), e completava altre due opere legate al mondo classico dell'antica Roma e dell'antica Grecia: il Dictionary of Greek and Roman Antiquities e il Dictionary of Greek and Roman Biography and Mythology. Come dichiarato da Smith nella prefazione: "Dictionary of Greek and Roman geography ... viene designato principalmente per illustrare gli scrittori greci e romani, e per rendere capace uno studioso diligente di leggerli nella maniera più proficua". Il libro corrisponde alla descrizione: in due volumi massicci il dizionario fornisce una copertura dettagliata di tutta la geografia importante come popoli, regioni, cittadine, città, caratteristiche geografiche rintracciabili nella letteratura greca e romana, senza dimenticare quelle menzionate esclusivamente nella Bibbia. L'opera venne ristampata per l'ultima volta nel 2005.

## Testi elettronici
- Dictionary of Greek and Roman geography, Vol. I: Abacaenum - Hytanis, Google libri, su books.google.com.
- Dictionary of Greek and Roman geography, Vol. II part 1: Iabadius - Rodumna, Google libri, su books.google.com.